# Liste des équipes continentales en 2014
Cet article liste les équipes continentales en 2014.

## Liste des équipes

### Équipes africaines
| Code UCI | Nom de l'équipe                           | Pays    |
| -------- | ----------------------------------------- | ------- |
| GSP      | Groupement Sportif des Pétroliers Algérie | Algérie |
| OTA      | Olympic Algérie Tour Aglo37               | Algérie |
| VCS      | Vélo Club Sovac                           | Algérie |
| MVA      | Ville d'Alger                             | Algérie |

### Équipes américaines
| Code UCI | Nom de l'équipe                         | Pays       |
| -------- | --------------------------------------- | ---------- |
| BAP      | Buenos Aires Provincia                  | Argentine  |
| SLS      | San Luis Somos Todos                    | Argentine  |
| DAT      | Clube DataRo-Bottecchia                 | Brésil     |
| FUN      | Funvic Brasilinvest-São José dos Campos | Brésil     |
| IRC      | Ironage-Colner                          | Brésil     |
| MEM      | Memorial-Prefeitura de Santos           | Brésil     |
| GQC      | Garneau-Québecor                        | Canada     |
| SPC      | Silber                                  | Canada     |
| PNR      | PinoRoad                                | Chili      |
| CO4      | 472-Colombia                            | Colombie   |
| ECU      | Ecuador                                 | Équateur   |
| 5HR      | 5-Hour Energy                           | États-Unis |
| AIR      | Airgas                                  | États-Unis |
| ACT      | Astellas                                | États-Unis |
| BDT      | Bissell Development                     | États-Unis |
| CSN      | Champion System-Stan's NoTubes          | États-Unis |
| HSD      | Hincapie Sportswear Development         | États-Unis |
| JSH      | Jamis-Hagens Berman                     | États-Unis |
| JBC      | Jelly Belly-Maxxis                      | États-Unis |
| OPM      | Optum-Kelly Benefit Strategies          | États-Unis |
| SSC      | SmartStop                               | États-Unis |
| STF      | Start-Trigon                            | Paraguay   |
| IPC      | InCycle-Predator Components             | Porto Rico |

### Équipes asiatiques
| Code UCI | Nom de l'équipe                | Pays                |
| -------- | ------------------------------ | ------------------- |
| CCN      | CCN                            | Brunei              |
| SLY      | China 361°                     | Chine               |
| YDL      | China Hainan HNB-Yindongli     | Chine               |
| CWJ      | China Wuxi Jilun               | Chine               |
| GTQ      | GanSu Sports Lottery Quick     | Chine               |
| MSS      | Giant-Champion System          | Chine               |
| HEN      | Hengxiang                      | Chine               |
| HBR      | Holy Brother                   | Chine               |
| LSL      | Lvshan Landscape               | Chine               |
| MCT      | Malak                          | Chine               |
| NTC      | Ningxia Sports Lottery         | Chine               |
| TYD      | Qinghai Tianyoude-BH           | Chine               |
| GIC      | Geumsan Insam Cello            | Corée du Sud        |
| KCT      | Korail                         | Corée du Sud        |
| KSP      | KSPO                           | Corée du Sud        |
| SCT      | Seoul                          | Corée du Sud        |
| SKD      | Skydive Dubai                  | Émirats arabes unis |
| HKS      | HKSI                           | Hong Kong           |
| PCT      | Pegasus Continental            | Indonésie           |
| AYA      | Ayandeh Continental            | Iran                |
| PKY      | Pishgaman Yazd                 | Iran                |
| TPT      | Tabriz Petrochemical           | Iran                |
| TSR      | Tabriz Shahrdari Ranking       | Iran                |
| AIS      | Aisan Racing                   | Japon               |
| BGT      | Bridgestone Anchor             | Japon               |
| CPR      | C Project                      | Japon               |
| CRV      | Ciervo Nara Merida             | Japon               |
| MTR      | Matrix Powertag                | Japon               |
| SMN      | Shimano Racing                 | Japon               |
| UKO      | Ukyo                           | Japon               |
| BLZ      | Utsunomiya Blitzen             | Japon               |
| VFN      | Vini Fantini Nippo             | Japon               |
| AS2      | Astana Continental             | Kazakhstan          |
| V4E      | Vino 4ever                     | Kazakhstan          |
| TSG      | Terengganu                     | Malaisie            |
| LBC      | LBC-MVP Sports Foundation      | Philippines         |
| T7E      | 7 Eleven Road Bike Philippines | Philippines         |
| TSI      | OCBC Singapore Continental     | Singapour           |
| TGT      | Gusto                          | Taipei chinois      |
| RTS      | RTS-Santic Racing              | Taipei chinois      |

### Équipes européennes
| Code UCI | Nom de l'équipe                           | Pays        |
| -------- | ----------------------------------------- | ----------- |
| BAI      | Bike Aid-Ride for help                    | Allemagne   |
| THF      | Heizomat                                  | Allemagne   |
| TKG      | Kuota                                     | Allemagne   |
| LKT      | LKT Brandenburg                           | Allemagne   |
| TBJ      | MLP Bergstrasse                           | Allemagne   |
| RNR      | Rad-net Rose                              | Allemagne   |
| STG      | Stölting                                  | Allemagne   |
| SGT      | Stuttgart                                 | Allemagne   |
| AMP      | Amplatz-BMC                               | Autriche    |
| GWO      | Gebrüder Weiss-Oberndorfer                | Autriche    |
| RSW      | Gourmetfein Simplon Wels                  | Autriche    |
| TIR      | Tirol                                     | Autriche    |
| VBG      | Vorarlberg                                | Autriche    |
| WSA      | WSA-Greenlife                             | Autriche    |
| BCP      | Synergy Baku Project                      | Azerbaïdjan |
| MMM      | 3M                                        | Belgique    |
| BKP      | BKCP-Powerplus                            | Belgique    |
| CIB      | Cibel                                     | Belgique    |
| CCB      | Color Code-Biowanze                       | Belgique    |
| KWS      | Corendon-Kwadro                           | Belgique    |
| JTW      | Josan-To Win                              | Belgique    |
| SUN      | Sunweb-Napoleon Games                     | Belgique    |
| PCW      | T.Palm-Pôle Continental Wallon            | Belgique    |
| TFC      | Telenet-Fidea                             | Belgique    |
| VGS      | Vastgoedservice-Golden Palace Continental | Belgique    |
| VER      | Veranclassic-Doltcini                     | Belgique    |
| WIL      | Verandas Willems                          | Belgique    |
| WBC      | Wallonie-Bruxelles                        | Belgique    |
| SHE      | Sicot-Hemus 1896                          | Bulgarie    |
| MKT      | Meridiana Kamen                           | Croatie     |
| CTO      | Christina Watches-Kuma                    | Danemark    |
| CUL      | Cult Energy Vital Water                   | Danemark    |
| DKK      | Designa Køkken-Knudsgaard                 | Danemark    |
| VPC      | Riwal Platform                            | Danemark    |
| TBW      | Trefor-Blue Water                         | Danemark    |
| BUR      | Burgos-BH                                 | Espagne     |
| EUK      | Euskadi                                   | Espagne     |
| BIG      | BigMat-Auber 93                           | France      |
| LPM      | La Pomme Marseille 13                     | France      |
| RLM      | Roubaix Lille Métropole                   | France      |
| TKT      | Racing Cycles-Kastro                      | Grèce       |
| SPT      | SP Tableware                              | Grèce       |
| UNA      | Utensilnord                               | Hongrie     |
| SKT      | An Post-ChainReaction                     | Irlande     |
| AZT      | Area Zero                                 | Italie      |
| IDE      | Idea                                      | Italie      |
| MAE      | Marchiol Emisfero                         | Italie      |
| MGK      | MG Kvis-Wilier                            | Italie      |
| CEF      | Nankang-Fondriest                         | Italie      |
| VHS      | Vega-Hotsand                              | Italie      |
| ALB      | Alpha Baltic-Unitymarathons.com           | Lettonie    |
| RBD      | Rietumu-Delfin                            | Lettonie    |
| CCD      | Differdange-Losch                         | Luxembourg  |
| LDT      | Leopard Development                       | Luxembourg  |
| FIX      | FixIT.no                                  | Norvège     |
| FRB      | Frøy-Bianchi                              | Norvège     |
| TJO      | Joker                                     | Norvège     |
| MPC      | Motiv3                                    | Norvège     |
| OHR      | Øster Hus-Ridley                          | Norvège     |
| KRA      | Ringeriks-Kraft                           | Norvège     |
| TSS      | Sparebanken Sør                           | Norvège     |
| RIJ      | De Rijke                                  | Pays-Bas    |
| CJP      | Jo Piels                                  | Pays-Bas    |
| KOG      | Koga                                      | Pays-Bas    |
| MET      | Metec-TKH Continental                     | Pays-Bas    |
| PVC      | Parkhotel Valkenburg                      | Pays-Bas    |
| RDT      | Rabobank Development                      | Pays-Bas    |
| AJT      | ActiveJet                                 | Pologne     |
| BDC      | BDC Marcpol                               | Pologne     |
| MEX      | Mexller                                   | Pologne     |
| WIB      | Wibatech Fuji Żory                        | Pologne     |
| WTG      | Weltour-Guerciotti                        | Pologne     |
| BBC      | Banco BIC-Carmim                          | Portugal    |
| EFG      | Efapel-Glassdrive                         | Portugal    |
| LAA      | LA Alumínios-Antarte                      | Portugal    |
| LDD      | Louletano-Dunas Douradas                  | Portugal    |
| OFM      | OFM-Quinta da Lixa                        | Portugal    |
| BOA      | Rádio Popular                             | Portugal    |
| ASP      | AC Sparta Praha                           | Tchéquie    |
| ADP      | Dukla Praha                               | Tchéquie    |
| BAU      | Bauknecht-Author                          | Tchéquie    |
| ETI      | Etixx                                     | Tchéquie    |
| EXP      | Experiment 23                             | Tchéquie    |
| SKC      | SKC Tufo Prostějov                        | Tchéquie    |
| TCT      | Tusnad                                    | Roumanie    |
| VGR      | Giordana Racing                           | Royaume-Uni |
| MGT      | Madison Genesis                           | Royaume-Uni |
| NPC      | NFTO                                      | Royaume-Uni |
| RAL      | Raleigh-GAC                               | Royaume-Uni |
| RCJ      | Rapha Condor JLT                          | Royaume-Uni |
| T21      | 21                                        | Russie      |
| HCL      | Russian Helicopters                       | Russie      |
| TIK      | Itera-Katusha                             | Russie      |
| LOK      | Lokosphinx                                | Russie      |
| KMP      | Keith Mobel-Partizan                      | Serbie      |
| CKB      | CK Banská Bystrica                        | Slovaquie   |
| DUK      | Dukla Trenčín Trek                        | Slovaquie   |
| JAN      | Epic Janom Greenway                       | Slovaquie   |
| ADR      | Adria Mobil                               | Slovénie    |
| RAR      | Radenska                                  | Slovénie    |
| GID      | Giant-Shimano Development                 | Suède       |
| FFT      | Firefighters Upsala CK                    | Suède       |
| TRK      | Torku Şekerspor                           | Turquie     |
| AMO      | Amore & Vita-Selle SMP                    | Ukraine     |
| ISD      | ISD Continental                           | Ukraine     |
| KLS      | Kolss                                     | Ukraine     |

### Équipes océaniennes
| Code UCI | Nom de l'équipe          | Pays      |
| -------- | ------------------------ | --------- |
| AWS      | African Wildlife Safaris | Australie |
| ART      | Avanti Racing            | Australie |
| BFL      | Budget Forklifts         | Australie |